# Melissa de la Cruz
Melissa de la Cruz (ur. 7 lipca 1971 r. w Manili) – amerykańska autorka książek dla młodzieży i dorosłych. Najpopularniejsze stworzone przez nią cykle powieściowe to Au Pair oraz Błękitnokrwiści. Współpracuje także z czasopismami, m.in. Glamour, Cosmopolitan, oraz The New York Times. Ukończyła Columbia University (Nowy Jork) ze specjalizacją historia sztuki i język angielski. Obecnie mieszka wraz z mężem w Los Angeles. Jej powieści były wielokrotnie polecane przez Stowarzyszenie Bibliotek Amerykańskich.
Na podstawie zbioru esejów Girls Who Like Boys Who Like Boys amerykańska telewizja kablowa Sundance Channel wyprodukowała w 2010 r. reality show o tym samym tytule.

## Twórczość
- Cat’s Meow (Simon & Schuster Inc., lipiec 2001, ISBN 0-7432-0504-9)
- The Girl Can't Help It! (Piatkus Books, listopad 2001, ISBN 0-7499-3281-3)
- How to Become Famous in Two Weeks or Less (współautorka: Karen Robinovitz; Ballantine Books, lipiec 2003, ISBN 0-345-46294-7)
- The Fashionista Files: Adventures in Four-Inch Heels and Faux Pas (współautorka: Karen Robinovitz; Bantam, sierpień 2004, ISBN 1-86325-573-7)
- Fresh off the Boat (HarperCollins, kwiecień 2005, ISBN 0-06-054540-2)
- Mistletoe (współautorki: Hailey Abbott, Aimee Friedman, Nina Malkin; Scholastic Paperbacks, wrzesień 2006, ISBN 0-439-86368-6)
- Angels on Sunset Boulevard (Simon & Schuster Children's Publishing, marzec 2007, ISBN 1-4169-2767-0)
- 666 (tekst w antologii; Point, wrzesień 2007, ISBN 0-545-02117-0)
- 21 Proms (tekst w antologii, Scholastic, Inc., marzec 2007, ISBN 0-439-89029-2)
- Girls Who Like Boys Who Like Boys (współautor: Thomas Dolby; Dutton Adult, maj 2007, ISBN 0-525-95017-6)
- Girl Stays in the Picture (Simon & Schuster Children's Publishing, czerwiec 2009, ISBN 1-4169-6096-1)

### CyklAu Pairs
- Au Pair potrzebne od zaraz (USA: Simon & Schuster Ltd, lipiec 2004, ISBN 0-689-87252-6, w Polsce: Wydawnictwo Amber, 2006, ISBN 83-241-2587-6)
- Clubbing (Simon & Schuster Children's, maj 2005, ISBN 1-4169-0382-8, w Polsce: Wydawnictwo Amber, 2006)
- Słoneczny pocałunek (Simon & Schuster Children's, maj 2006, ISBN 1-4169-1746-2, w Polsce: Wydawnictwo Amber, 2007)
- Gorączka letniej nocy (Simon & Schuster Children's, maj 2007, ISBN 1-4169-3961-X, w Polsce: Wydawnictwo Amber, 2008)

### CyklBłękitnokrwiści(Blue Bloods)
- Błękitnokrwiści (tyt. org. Blue Bloods) (USA: Hyperion Book CH, maj 2006, ISBN 0-7868-3892-2, w Polsce: Wydawnictwo Jaguar, marzec 2010, ISBN 978-83-60010-95-2)
- Maskarada (tyt. org. Masquerade) (USA: Hyperion Book CH, maj 2007, ISBN 0-7868-3893-0, w Polsce: Wydawnictwo Jaguar, maj 2010, ISBN 978-83-7686-014-5)
- Objawienie (tyt. org. Revelations) (USA: Hyperion Book CH, październik 2008, ISBN 1-4231-0228-2, w Polsce: Wydawnictwo Jaguar, czerwiec 2010, ISBN 978-83-7686-020-6)
- Dziedzictwo (tyt. org. The Van Alen Legacy) (Hyperion Book CH, październik 2009, ISBN 1-4231-0226-6, w Polsce: Wydawnictwo Jaguar, wrzesień 2010, ISBN 978-83-7686-027-5)
- Klucze do Repozytorium (tyt. org. Keys to the Repository) (Hyperion Book CH, czerwiec 2010, ISBN 1-4231-3454-0, w Polsce: Wydawnictwo Jaguar, październik 2010, ISBN 978-83-7686-031-2)
- Zbłąkany anioł. Krwawe walentynki (tyt. org. Misguided Angel, Bloody Valentine) (USA: Hyperion Book CH, październik 2010, ISBN 1-4231-2128-7; Hyperion Book CH, styczeń 2011, ISBN 1-4231-3449-4, w Polsce: Wydawnictwo Jaguar, styczeń 2011, ISBN 978-83-7686-033-6)
- Zagubieni w czasie (tyt. org. Lost in Time) (USA: Hyperion Book CH, wrzesień 2011, ISBN 1-4231-2129-5, w Polsce: Wydawnictwo Jaguar, styczeń 2012, ISBN 978-83-7686-059-6)
- Bramy raju(tyt. org. Gates of Paradise)
- Wilczy pakt książka z cyklu "Błękitnokrwiści" (tyt. org. Wolf Pact )

### CyklKlika z San Francisco(The Ashleys)
- Uwaga! Nowa twarz! (tyt. org. There's a New Name in School) (USA: Simon & Schuster Children's Publishing, styczeń 2008, ISBN 1-4169-3406-5, w Polsce: Wydawnictwo Jaguar, marzec 2011, ISBN 978-83-7686-028-2)
- Smak zazdrości (tyt. org. Jealous? You Know You Are...) (USA: Simon & Schuster Children's Publishing, marzec 2008, ISBN 1-4169-3407-3, w Polsce: Wydawnictwo Jaguar, marzec 2011, ISBN 978-83-7686-043-5)
- Urodziny złośnicy (tyt. org. Birthday Vicious) (USA: Simon & Schuster Children's Publishing, sierpień 2008, ISBN 1-4169-3408-1, w Polsce: Wydawnictwo Jaguar, maj 2011, ISBN 978-83-7686-048-0)
- The Ashleys: Lipgloss Jungle (Simon & Schuster Children's Publishing, listopad 2008, ISBN 1-4169-3409-X)

### CyklWitches of East End
- Zapach spalonych kwiatów (tyt. org. Witches of East End) (USA: Hyperion Book CH, czerwiec 2011, ISBN 1-4013-2390-1, w Polsce: Wydawnictwo Znak, 2011, ISBN 978-83-240-1663-1)
- Serpent's Kiss (Hyperion Book CH, czerwiec 2012, ISBN 1-4013-2396-0)
- Triple Moon: Summer on East End ( lipiec, 2015, ISBN 0-399-17355-2)